# Lars Phragmén

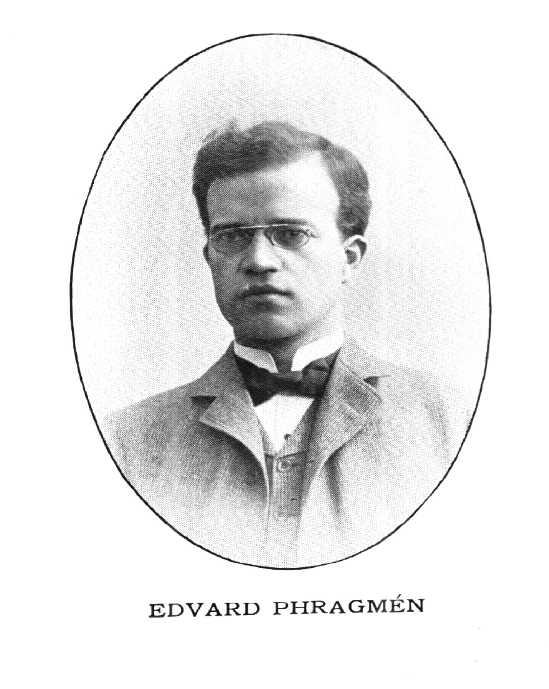
Lars Edvard Phragmén

Lars Edvard Phragmén (* 2. September 1863 in Örebro; † 14. März 1937 in Stockholm) war ein schwedischer Mathematiker, der sich mit Analysis beschäftigte.

## Leben und Wirken
Edvard Phragmén war der Sohn eines Lehrers und studierte in Uppsala und Stockholm. Schon als Student veröffentlichte er 1883 seine ersten Arbeiten und wurde Assistent von Gösta Mittag-Leffler in Stockholm, der ihn als Herausgeber für seine Zeitschrift Acta Mathematica einsetzte. Er fand z. B. einen Fehler in der berühmten Preis-Arbeit von Henri Poincaré über das Dreikörperproblem, die daraufhin umgeschrieben werden musste. 1889 machte er an der Universität Uppsala seinen Abschluss und wurde 1890 in Stockholm Dozent und ab 1893 Professor an der Universität als Nachfolger der 1891 verstorbenen Sofia Kowalewskaja. 1903 nahm er stattdessen einen Posten der Königlichen Inspektion der Versicherungsgesellschaften an, deren Direktor er 1904 wurde. 1908 wurde er Direktor der Versicherungsgesellschaft „Allmänna Lifförsakringsbolaget“.
Phragmén befasste sich vor allem mit Funktionentheorie, wo er Sätze vom Phragmen-Lindelöf-Typ über obere Schranken für die Beträge von holomorphen Funktionen (mit Einschränkungen für deren Wachstum) in unbeschränkten Gebieten (wie Streifen in der komplexen Ebene) bewies. Die erste Version stammte von ihm allein, eine stärkere Version bewies er 1908 mit Ernst Lindelöf (Acta Mathematica Bd. 31). Er arbeitete auch über Versicherungsmathematik und Theorie der Wahlen (dort war er sogar in einem staatlichen schwedischen Komitee über Wahlverfahren).
1889 bis 1937 war er Mit-Herausgeber der Acta Mathematica. Ab 1909 war er langjähriger Vorsitzender der schwedischen Gesellschaft der Versicherer.